# Cmentarz wojenny nr 86 – Ropica Polska

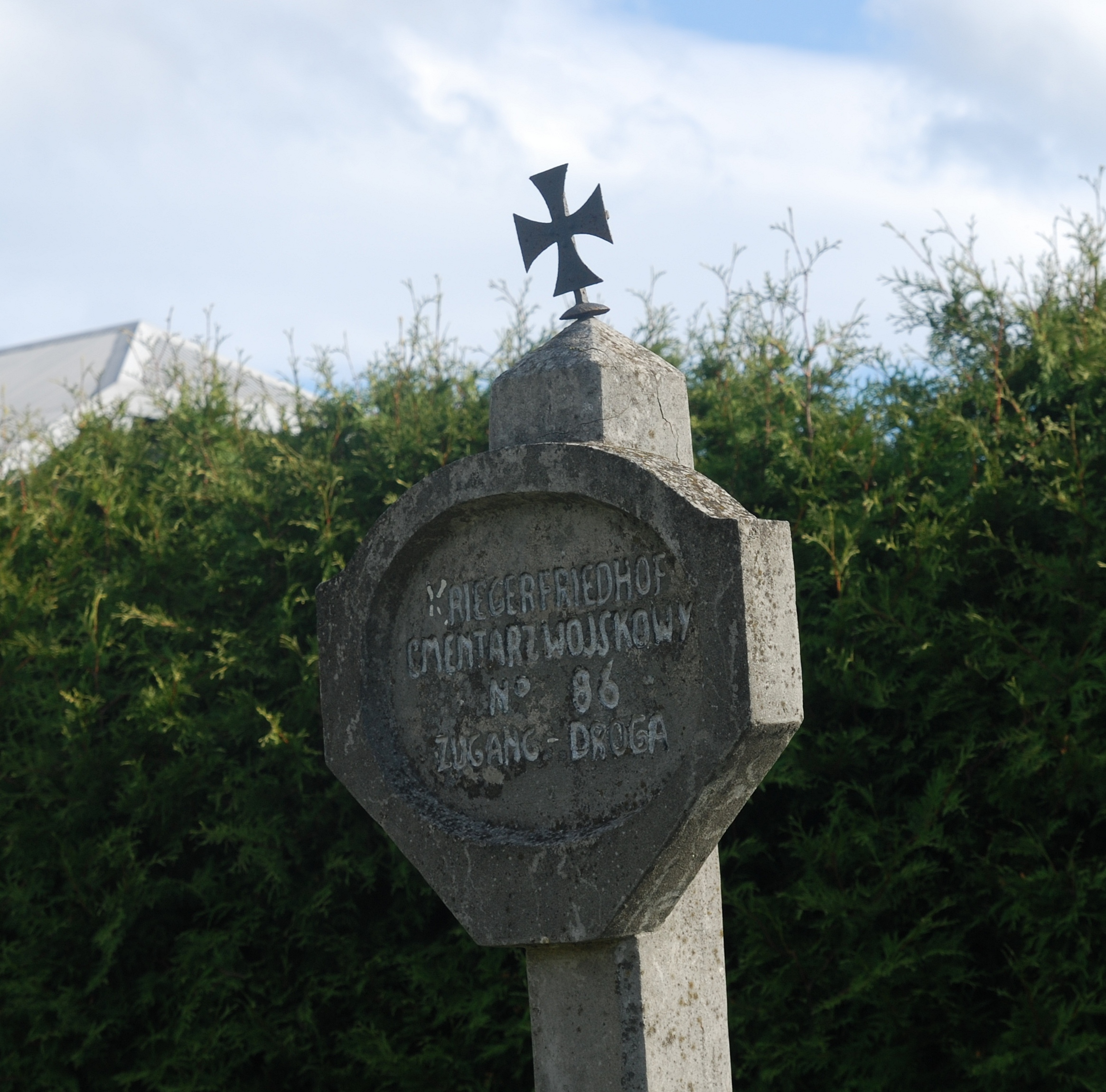
Drogowskaz

Cmentarz wojenny nr 86 – Ropica Polska – zabytkowy cmentarz z I wojny światowej, zaprojektowany przez Hansa Mayra, położony na terenie wsi Ropica Polska w gminie Gorlice w powiecie gorlickim w województwie małopolskim. Jeden z ponad 400 zachodniogalicyjskich cmentarzy wojennych zbudowanych przez Oddział Grobów Wojennych C. i K. Komendantury Wojskowej w Krakowie. Należy do III Okręgu Cmentarnego Gorlice.

## Opis
Cmentarz znajduje w odległości około 400 m na południe od drogi krajowej nr 28 Gorlice – Grybów, na działce ewidencyjnej nr 833.
Cmentarz ma kształt prostokąta z dużym osiowym ryzalitem od strony południowej, o powierzchni ogrodzonej około 302 m². Cmentarz ogrodzony pełnym murem betonowym z metalowa furtką i schodami od strony północnej. Na osi, przy murze południowym wysoki belkowy krzyż betonowy wsparty u podstawy czterema podporami. Układ grobów rzędowy nieregularny. Nagrobki: na betonowych cokolikach żeliwne krzyże z okrągłą ceramiczną tarczą na skrzyżowaniu ramion.
Na cmentarzu pochowano: 61 żołnierzy austriackich i 8 żołnierzy rosyjskich w 18 grobach zbiorowych oraz 11 pojedynczych poległych w 1914 i w maju 1915 na przedpolach Gorlic.

## Galeria

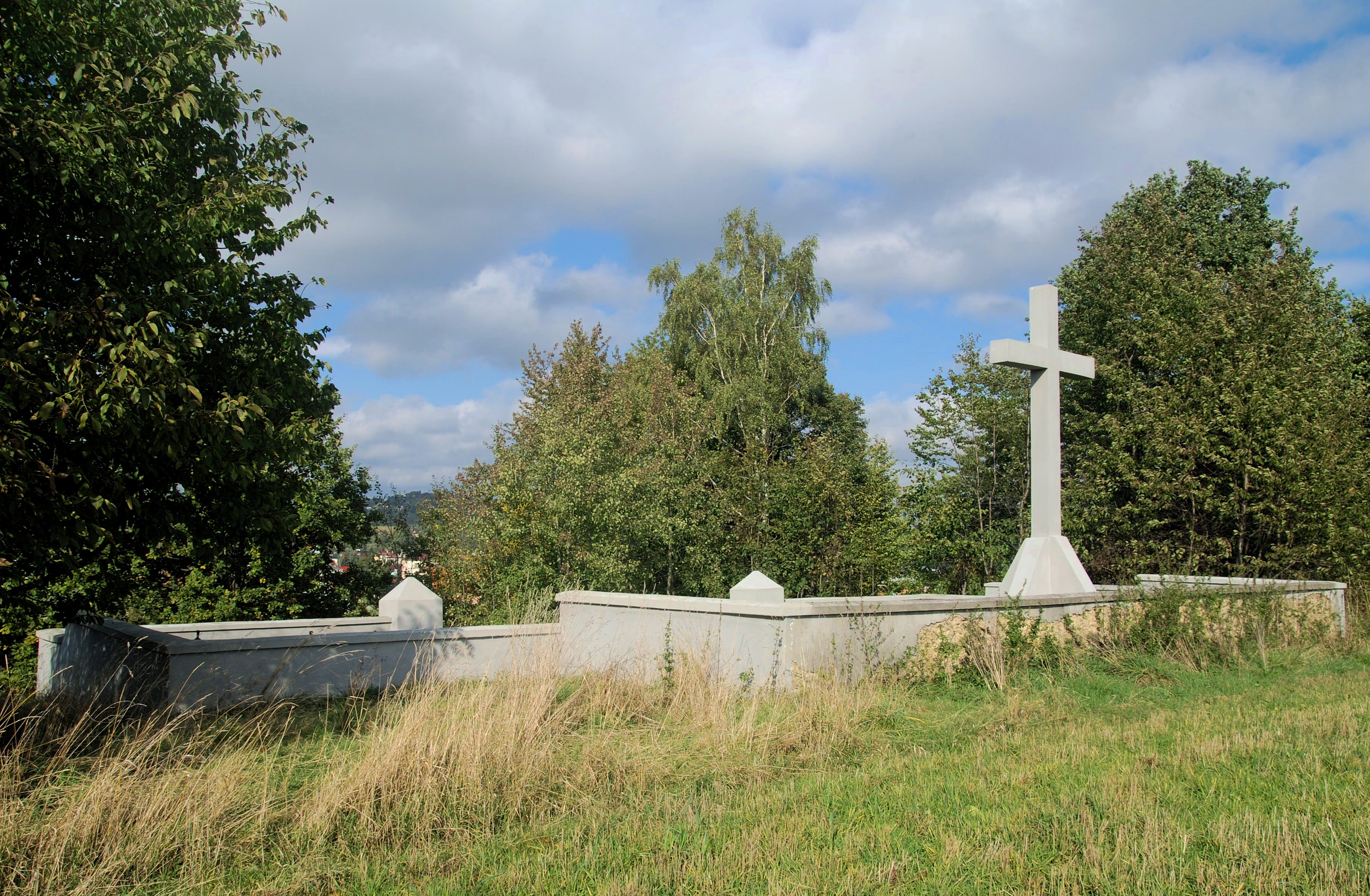
Widok ogólny
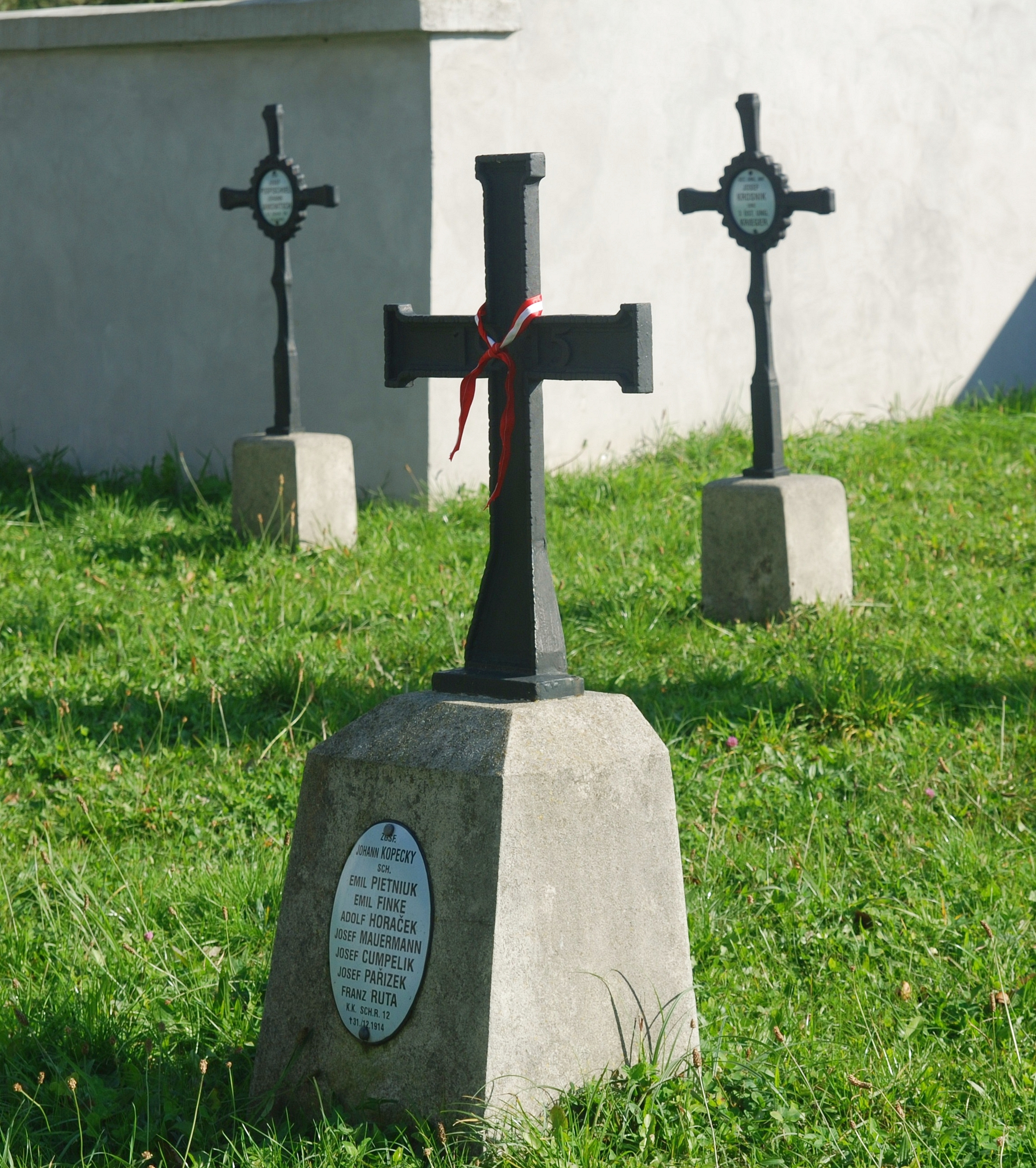
Krzyże Hansa Mayra
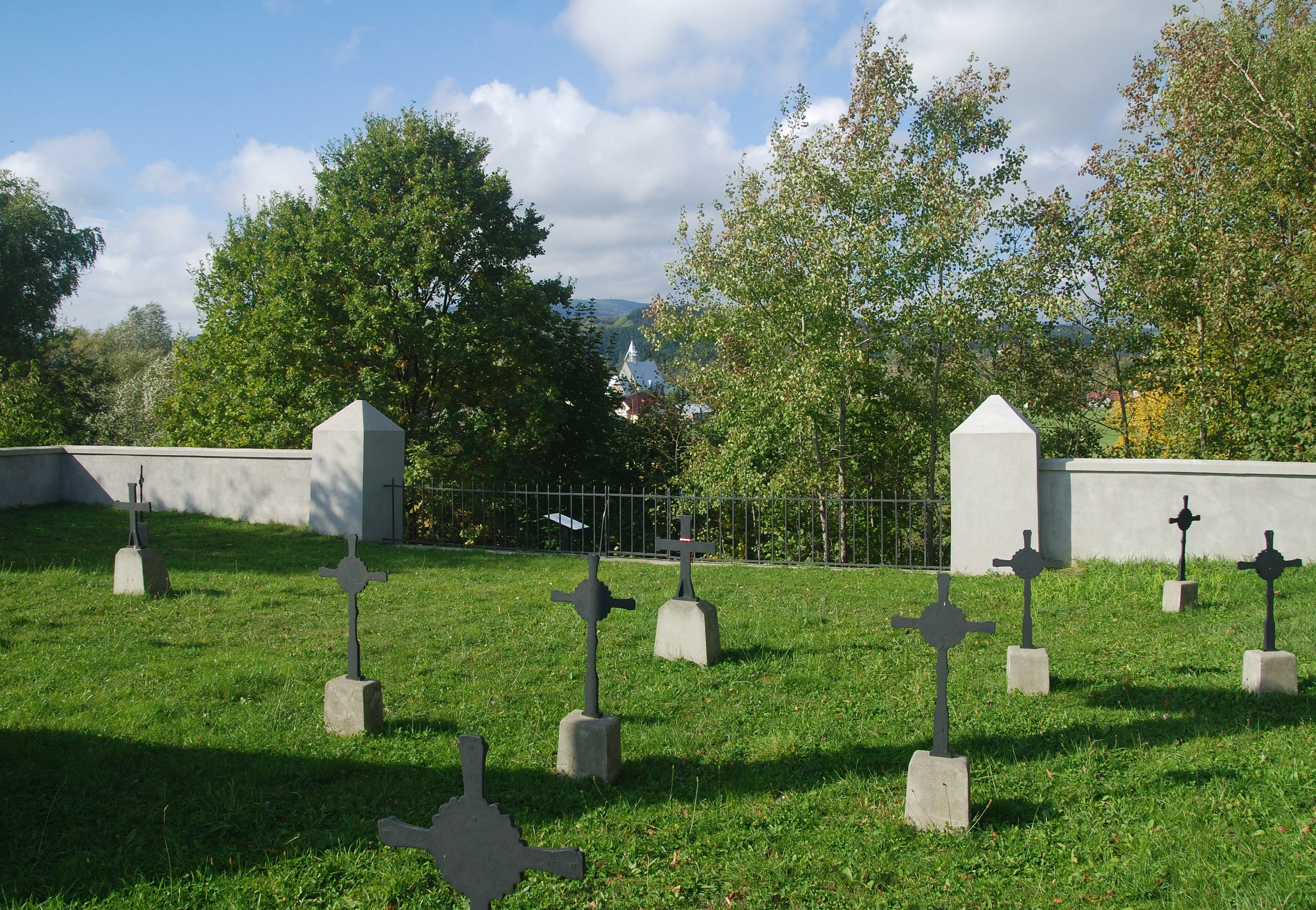
Widok na północ
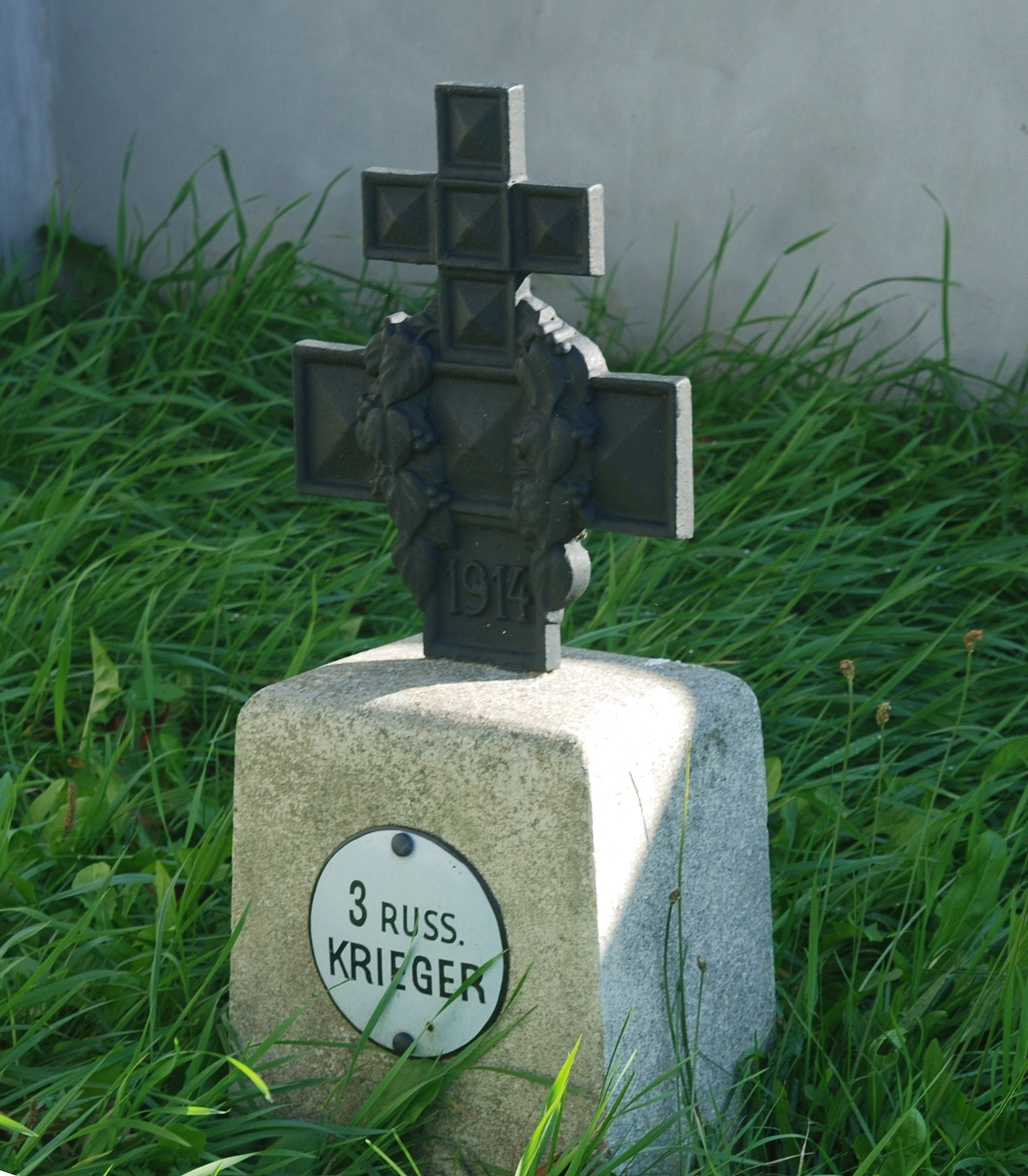
Nagrobek z krzyżem rosyjskim Ludwiga
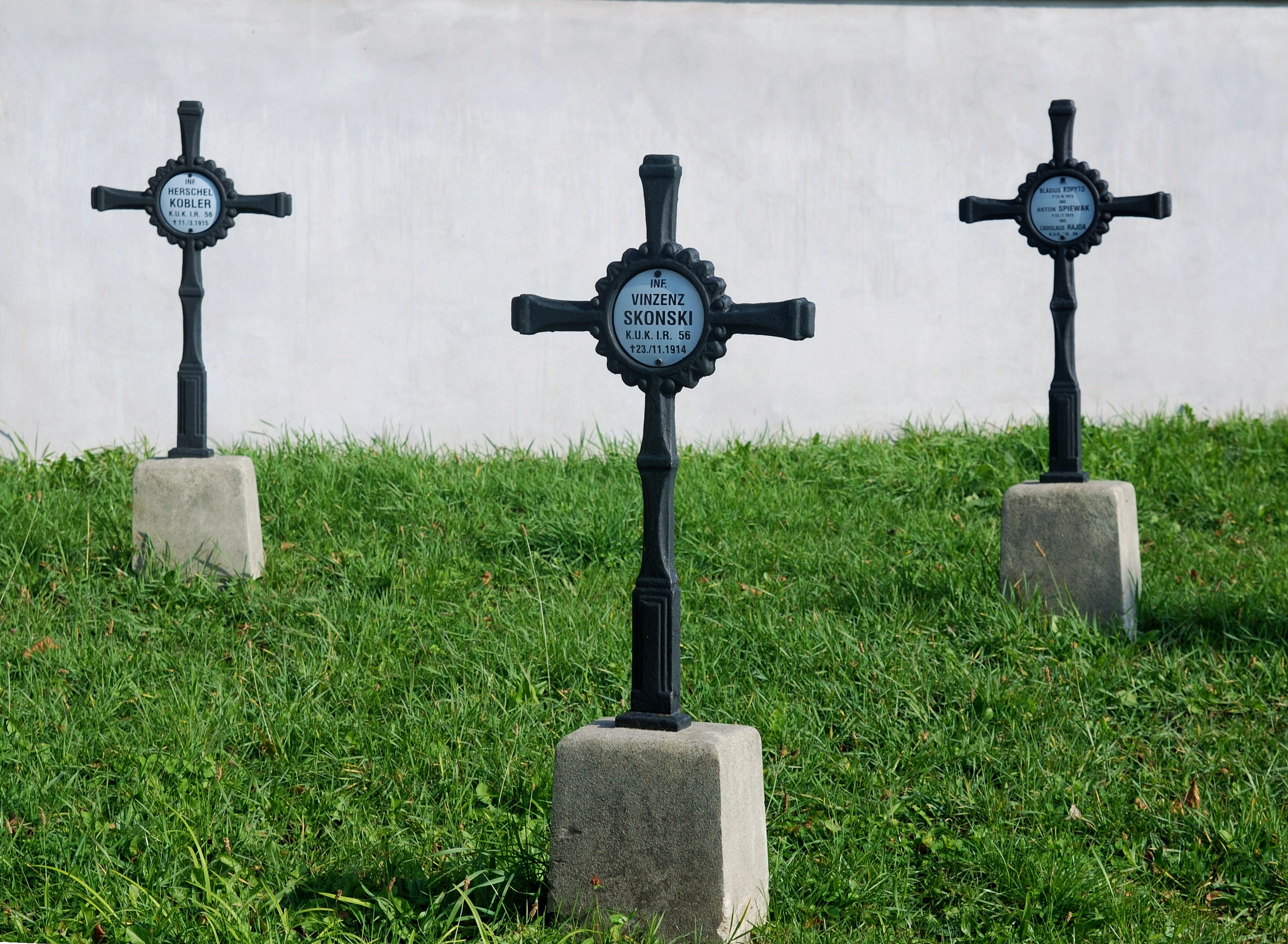
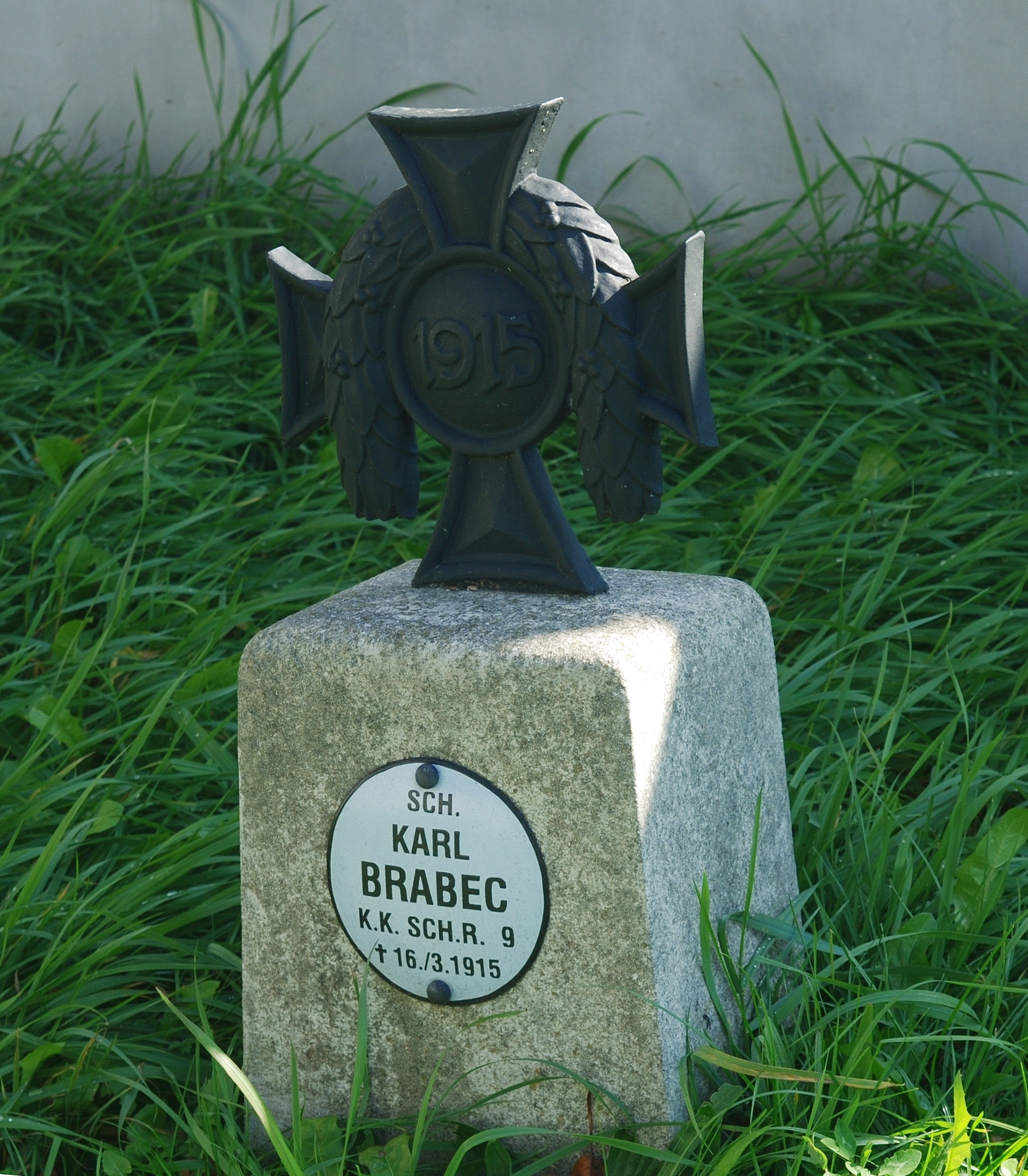
Nagrobek z krzyżem austriackim Ludwiga